# Proust : La cathédrale du temps
Proust : La cathédrale du temps est une monographie illustrée et un récit biographique sur l'écrivain français Marcel Proust et son roman À la recherche du temps perdu, écrite par le spécialiste de Marcel Proust Jean-Yves Tadié et parue chez Gallimard en 1999. Cet ouvrage est le 381e titre dans la collection « Découvertes Gallimard ». Une nouvelle édition est parue en 2017, il existe aussi une édition cartonnée.

## Introduction

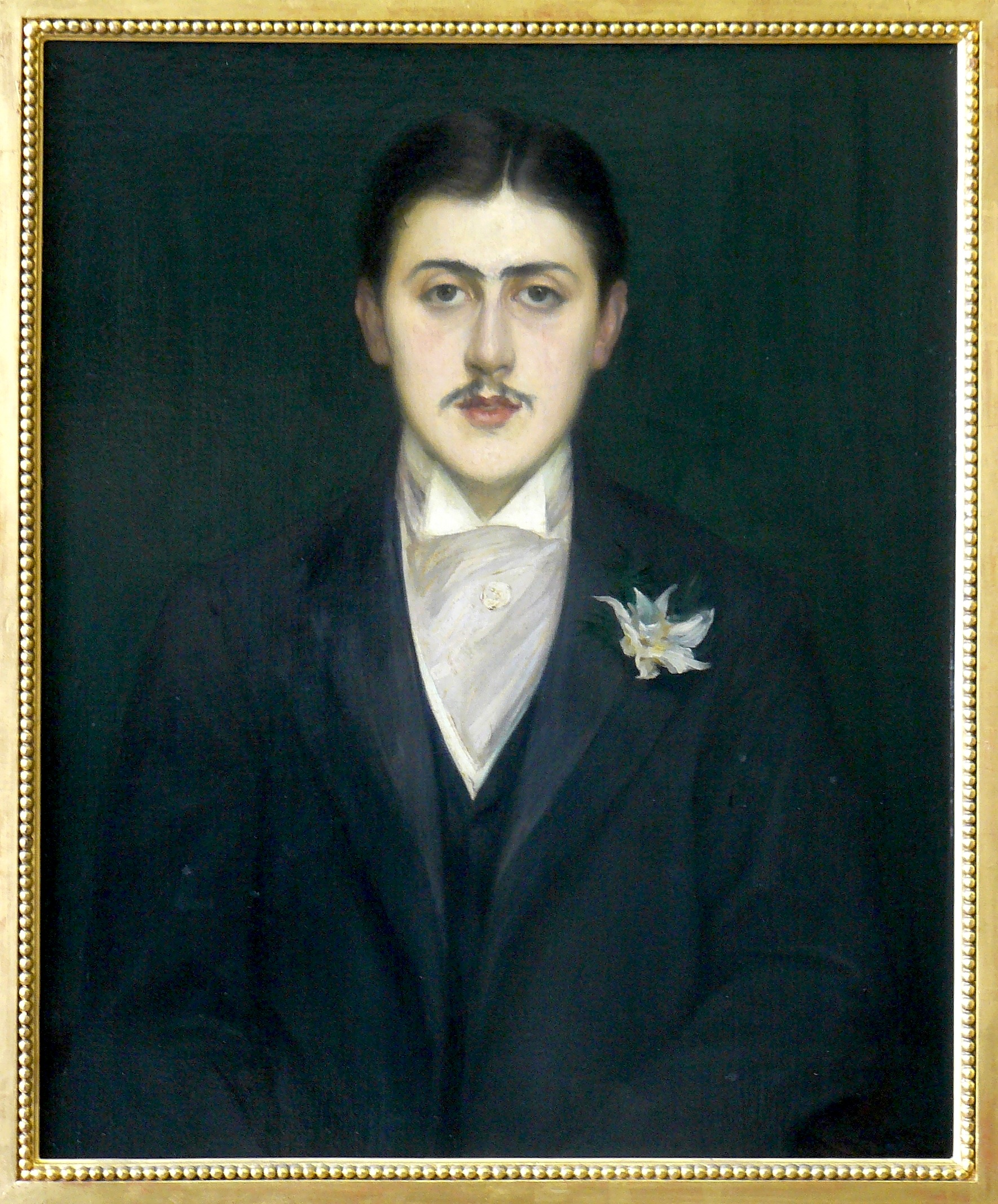
Portrait de Marcel Proust par Jacques-Émile Blanche (1892), reproduit sur la page de titre.

Jean-Yves Tadié commence sa présentation de la vie de Proust par une reproduction de certaines pages du manuscrit d'À la recherche du temps perdu. L'auteur entremêle le monde fictif du roman avec le monde réel de la vie de l'écrivain, s'attache à analyser les mécanismes de la création proustienne, la biographie des principaux personnages et l'identité de leurs modèles.
Dans son ouvrage Romancing the Cathedral: Gothic Architecture in Fin-de-Siècle French Culture, Elizabeth Emery pense que le titre du ouvrage de Tadié suggère le lien avec une influence de l'architecture gothique dans la culture française fin-de-siècle, mais le livre ne le commente pas.

## Contenu
Le corpus
- Pré-générique (p. 1–9, des manuscrits d'À la recherche du temps perdu reproduits à pleine page)
- Chapitre premier : « Les deux côtés du roman » (p. 13–51)
- Chapitre II : « L'Enfer du roman » (p. 53–73)
- Chapitre III : « Le Paradis du roman » (p. 75–95)

Témoignages et documents
- Témoignages et documents (p. 97–117)

1. Avant la « Recherche » : poète, nouvelliste, critique (p. 98–105)
2. Le laboratoire de la « Recherche » : « Jean Santeuil » (p. 106–109)
3. Comment travaillait Marcel Proust (p. 110–111)
4. De l'éreintement au triomphe (p. 112–117)

- Chronologie (p. 118–120)
- Bibliographie (p. 121)
- Table des illustrations (p. 122–124)
- Index (p. 124–127)
- Crédits photographiques (p. 127)
- Table des matières (p. 128)

## Accueil
Le site Babelio confère au livre une note moyenne de 4,06 sur 5, sur la base de 17 notes.
L'essayiste québécois Pierre Monette écrit dans le journal Voir : « La présentation de Jean-Yves Tadié, sans doute le plus éminent proustien de notre temps, y est accompagnée d'une magnifique collection d'images et d'illustrations qui nous permettent de mettre des visages et des paysages sur les souvenirs du cher Marcel. Un régal pour les yeux et les idées. »
Dans son ouvrage The Cambridge Introduction to Marcel Proust, Adam Watt écrit : « L'immense savoir et la familiarité de Tadié avec tout ce qui est proustien ont été plus récemment distillés dans un volume beaucoup plus court, dont le grand titre, Proust : La cathédrale du temps, dément plutôt ses dimensions diminutives : en un peu plus de 100 pages, Tadié tisse un récit de la vie et travailler autour de belles illustrations des lieux et des personnages de la vie de Proust, ainsi que des photographies des excès fascinants des manuscrits et des tapuscrits corrigés. »

## Édition internationale
| Titre                           | Traduction littérale                           | Langue               | Pays   | Collection (numéro dans la collection) | Éditeur                     | Traducteur      | Année de première parution | ISBN                 |
| ------------------------------- | ---------------------------------------------- | -------------------- | ------ | -------------------------------------- | --------------------------- | --------------- | -------------------------- | -------------------- |
| Proust : La cathédrale du temps | –                                              | Français de France   | France | Découvertes Gallimard (no 381)         | Éditions Gallimard          | –               | 1999                       | (ISBN 9782070534920) |
| 普魯斯特：建構時光大教堂        | « Proust : Construire la cathédrale du temps » | Chinois traditionnel | Taïwan | 發現之旅 (no 58)                       | China Times Publishing (zh) | Chang-yüeh Chan | 2001                       | (ISBN 9789571335582) |